# Murina yushuensis
Murina yushuensis (трубконіс юшунський) — вид рукокрилих ссавців з родини лиликових (Vespertilionidae). Батьківщиною цього виду є Китай (провінція Цинхай).

## Історія відкриття
У 2018 році дорослий самець невеликого трубоносого кажана (Chiroptera: Vespertilionidae: Murina) був спійманий у посушливій печері, розташованій на Цинхай-Тибетському плато в місті Юйшу, провінція Цинхай, Китай. Попри зовнішню морфологічну схожість з M. harpioloides і M. chrysochaetes, особина, про яку йде мова, демонструє явні черепно-зубні відмінності, які відрізняють її від обох видів. Морфологічні та морфометричні дані в поєднанні з філогенетичним аналізом з використанням мітохондріального гена COI підтвердили, що він представляє окремий вид Murina, описаний зрештою як M. yushuensis.

## Морфологічна характеристика
Невеликий трубоносий кажан із довжиною передпліччя 31,34 мм і найбільшою довжиною черепа 14,14 мм. Спинне хутро має 2 кольорові смуги, чорні в основі з коричнево-золотистим кінчиком. Черевна шерсть має довгу темну основу і світлий кінчик.